# Amphoe Non Sa-at
Amphoe Non Sa-at (Thai: อำเภอ โนนสะอาด) ist ein Landkreis (Amphoe – Verwaltungs-Distrikt) im Süden der Provinz Udon Thani. Die Provinz Udon Thani liegt im nordwestlichen Teil des Isan, der Nordostregion von Thailand.

## Geographie
Benachbarte Bezirke (von Südwesten im Uhrzeigersinn): die Amphoe Nong Saeng und Kumphawapi in der Provinz Udon Thani, sowie die Amphoe Kranuan, Nam Phong und Khao Suan Kwang der Provinz Khon Kaen.

## Geschichte
Non Sa-at wurde am 21. Januar 1974 zunächst als Unterbezirk (King Amphoe) eingerichtet, indem die drei Tambon Non Sa-at, Pho Si Samran und Bung Kaeo vom Amphoe Kumphawapi abgetrennt wurden.
Am 12. April 1977 wurde er zum Amphoe heraufgestuft.

## Verkehr
Non Sa-at verfügt über einen Bahnhof an der Nordostlinie der thailändischen Eisenbahn (Strecke Nakhon Ratchasima–Nong Khai). Durch den Bezirk führt die Thanon Mittraphap („Straße der Freundschaft“; Nationalstraße 2).

## Verwaltung

### Provinzverwaltung
Amphoe Non Sa-at ist in sechs Gemeinden (Tambon) eingeteilt, welche wiederum in 64 Dörfer (Muban) unterteilt sind. 
| No. | Name          | Thai       | Dörfer | Einw.  |
| --- | ------------- | ---------- | ------ | ------ |
| 1.  | Non Sa-at     | โนนสะอาด   | 09     | 08.997 |
| 2.  | Bung Kaeo     | บุ่งแก้ว      | 12     | 10.951 |
| 3.  | Pho Si Samran | โพธิ์ศรีสำราญ | 09     | 08.275 |
| 4.  | Thom Na Ngam  | ทมนางาม    | 10     | 07.267 |
| 5.  | Nong Kung Si  | หนองกุงศรี   | 11     | 06.753 |
| 6.  | Khok Klang    | โคกกลาง    | 13     | 07.118 |

### Lokalverwaltung
Es gibt zwei Kleinstädte (Thesaban Tambon) im Landkreis:
- Non Sa-at (เทศบาลตำบลโนนสะอาด), bestehend aus Teilen des Tambon Non Sa-at,
- Nong Waen Non Sa-at (เทศบาลตำบลหนองแวงโนนสะอาด), bestehend aus weiteren Teilen des Tambon Non Sa-at.

Außerdem gibt es sechs „Tambon Administrative Organizations“ (TAO, องค์การบริหารส่วนตำบล – Verwaltungs-Organisationen) für die Tambon im Landkreis, die zu keiner Stadt gehören.